# Ернст Краценберг
Ернст Краценберг (нім. Ernst Kratzenberg; 25 січня 1896, Нойруппін — 16 липня 1984, Ойтін) — німецький офіцер, один з керівників підводного флоту, контрадмірал крігсмаріне (1 лютого 1943). Кавалер Німецького хреста в сріблі.

## Біографія
1 квітня 1914 року вступив на флот кадетом. Пройшов підготовку на важкому крейсері «Герта». Учасник Першої світової війни, служив на лінійному кораблі «Маркграф» (1914-18). В 1918 році пройшов підготовку офіцера підводного флоту, з 27 червня 1918 року — вахтовий офіцер підводного човна U-60. Після демобілізації армії залишений на флоті, служив в частинах берегової охорони. З 23 грудня 1923 року — вахтовий і торпедний офіцер на крейсері «Тетріс», з 30 листопада 1924 року — «Німфа». З 28 вересня 1925 року — командир роти 2-го батальйону корабельної кадрованій дивізії «Остзе». З 1 жовтня 1928 року — торпедний офіцер на крейсері «Емден». 30 вересня 1930 року призначений 2-м ад'ютантом штабу військово-морської станції «Нордзе»,  6 жовтня 1933 року — навігаційним офіцером на крейсер «Кенігсберг». 1 жовтня 1935 року переведений у відділ морської оборони Морського керівництва. 15 січня 1940 року призначений командиром легкого крейсера «Кельн». Прекрасно проявив себе під час операції «Везерюбунг». З 29 травня 1941 року — начальник конструкторського відділу управлінської групи підводного флоту Управління озброєнь ОКМ. 1 березня 1943 року призначений начальником відділу підводного флоту у відомстві адмірал-квартирмейстера ОКМ, а 18 травня 1943 року очолив штаб командувача-адмірала підводного флоту. Найближчий співробітник адмірала Фрідебурга з керівництва підводним флотом в останні роки війни. З 20 квітня 1945 року — 2-й адмірал на Північному морі, але до обов'язків так і не встиг приступити. 8 травня 1945 року взятий в полон союзниками. 2 грудня 1946 року звільнений.

## Нагороди
- Залізний хрест
  - 2-го класу (19 травня 1916)
  - 1-го класу (20 грудня 1919)
- Військовий Хрест Фрідріха-Августа (Ольденбург) 2-го класу із застібкою «Перед ворогом» (вересень 1916)
- Нагрудний знак підводника (1918)
- Сілезький Орел 2-го і 1-го ступеня
- Хрест Левенфельда 2-го і 1-го класу
- Почесний хрест ветерана війни з мечами (21 грудня 1934)
- Медаль «За вислугу років у Вермахті»
  - 4-го, 3-го і 2-го (18 років; 2 жовтня 1936) — отримав 3 нагороди одночасно.
  - 1-го класу (25 років; 7 травня 1939)
- Застібка до Залізного хреста
  - 2-го класу (20 квітня 1940)
  - 1-го класу (9 травня 1940)
- Нагрудний знак флоту (13 травня 1942)
- Орден Вранішнього Сонця 3-го класу (Японська імперія; 11 вересня 1943)
- Хрест Воєнних заслуг
  - 2-го класу з мечами (30 січня 1944)
  - 1-го класу з мечами (1 вересня 1944)
- Німецький хрест в сріблі (1 квітня 1945)